# Таварга
Таварга (араб. تاورغاء‎; также Таворга) — город в Ливии, располагается в 38 км к югу от города Мисурата.
В переводе с берберского языка означает «зелёный остров». В XIX веке город был перевалочным пунктом для отправки рабов через порт Мисураты в Рим.

## Экономика
Город известен обилием пальмовых деревьев, которые составляют один из основных источников дохода. В сезон сбора урожая местное население собирает финики, а из пальмовых листьев и веток делают циновку, веревку, корзины и другие изделия кустарного производства. Население составляли в основном бедняки, они находились под покровительством правительства Муаммара Каддафи и были его сторонниками.

## История

### Гражданская война
Таварга располагается на пути между городами Сирт и Мисурата. В ходе битвы за Мисурату (18 февраля — 15 мая 2011 года), когда правительственные войска осаждали город, Таварга постоянно подвергался ракетным и минометным обстрелам со стороны НАТО. Верные Каддафи силы с марта по август использовали Таваргу как опорный пункт для операций против Мисураты.
С 10 по 13 августа продолжались бомбардировка города со стороны НАТО в помощь повстанцам. Ополченцам Мисураты удалось отстоять город и при поддержке авиации НАТО они перешли в наступление. И уже 15 августа войска оппозиции полностью захватили Таваргу.

#### Геноцид
Вооруженные повстанцы насильно изгнали население города, разграбили и сожгли их дома. Жители подвергались жестоким убийствам, пыткам и насилию. В течение нескольких дней 30-тысячный город полностью опустел. Многие жители были незаконно арестованы повстанческими боевиками. Командиры ополченцев из Мисураты заявляли, что не позволят никому вернуться. Таварга превратилась в город-призрак, местное население боялось возвращаться в родные дома из страха перед геноцидом.
На действия вооруженных повстанцев немедленно отреагировали правозащитные организации. Human Rights Watch сообщали, что в новой Ливии не должно быть места самосуду толпы и «любые проявления недозволенного обращения и препятствования возвращению жителей должны преследоваться в уголовном порядке».
В докладе ООН от ноября 2011 года говорится о продолжающихся нарушениях прав человека в Таварге. Доклад гласит о незаконном аресте жителей города: «чернокожие африканцы, иногда обвиняемые или подозреваемые в том, что они были наёмниками, составляют большую часть заключённых. Некоторые заключённые, по сообщениям, подвергались пыткам и плохому обращению. Были сообщения о том, что люди подвергались всему этому из-за цвета их кожи».
В документе дальше сказано: «Таварга подверглись убийствам из мести или похищались вооружёнными людьми из своих домов, на контрольно-пропускных пунктах и из больниц, и некоторые, по непроверенной информации, позднее подвергались насилию или их казнили в тюрьме. Члены общины бежали в различные ливийские города».
Однако каких-либо действий в защиту населения города со стороны правозащитников не последовало. Те, кто сбежали из города, теперь рассеяны по всей стране. 15 000 человек находятся в Гунне, в центральной Ливии. Некоторые перебрались в Себху и Бенгази, а более одной тысячи находятся в лагере беженцев в Триполи. Племя Таварга оказалось в положении беженцев в своей же стране.
"Международная амнистия" потребовала от властей Ливии, чтобы те немедленно подготовили долгосрочное решение проблемы десятков тысяч вынужденных переселенцев из города Таварга и других городов, которым пришлось покинуть свои дома во время вооружённого конфликта 2011 года.
Существуют разногласия по поводу того, являлись ли действия повстанцев местью за поддержку прежней власти или же геноцидом чернокожего населения города.
В статье II Конвенции ООН о предупреждении преступления геноцида и наказании за него приводятся следующие действия, которые могут считаться геноцидом «с намерением уничтожить, полностью или частично, какую-либо национальную, этническую, расовую или религиозную группу как таковую:

а) убийство членов такой группы; b) причинение серьёзных телесных повреждений или умственного расстройства членам такой группы; с) предумышленное создание для какой-либо группы таких жизненных условий, которые рассчитаны на полное или частичное физическое уничтожение её; d) меры, рассчитанные на предотвращение деторождения в среде такой группы; e) насильственная передача детей из одной человеческой группы в другую».

Лозунги, которые выдвигали повстанцы, носили явно расистский характер. На дороге между городами Мисурата и Таварга можно увидеть такие лозунги, как: «бригада призвана очистить город от чернокожих рабов». Повстанцы унижали пленных, говоря им: «Вы чёрные, вы животные». Один из командиров повстанцев заявил: «Таварга больше не существует». Повстанцы перечеркнули название города на табличках при въезде и заменили на «Новую Мисурату». Это лишь немногие доказательства в пользу того, что имел место геноцид по признаку расовой принадлежности. По данным "Международной амнистии" более 1300 жителей Таварги числятся пропавшими без вести и арестованными либо подверглись насильственному исчезновению (в основном в Мисурате). Большинство из них захватили ополченцы и подвергли пыткам и жестокому обращению, в том числе применяли к ним электрошок, избивали плетьми, металлическими прутьями и шлангами.
Махмуд Джибриль, премьер-министр ПНС Ливии, высказался относительно действий в Таварге: «По моему мнению, ни у кого нет права вмешиваться в это дело кроме населения Мисураты». «Этот вопрос не может быть решен в пользу национального примирения как это было в Южной Африке, Ирландии и Восточной Европе».
Падение города Таварга неразрывно связано в бомбардировкой НАТО, в этой связи МИД Великобритании отрицают факт геноцида, таким образом оправдываясь. Официальные лица заявляют, что Королевские военно-воздушные силы исполняли операцию согласно с международным гуманитарным правом и никак не причастны к этнической чистке населения. То, что случилось, по их мнению, можно охарактеризовать как преступление против человечества.
На сегодняшний момент остро стоит вопрос о возвращении племени в свой родной город. Новое правительство Ливии не может обеспечить безопасное возвращение племени и, более того, ничего не делает для этого, поэтому возвращение постоянно откладывается из-за соображений безопасности. Мисуратовцы пообещали пресекать любые попытки жителей Таварги к возвращению и продолжают угрожать им и нападать на их лагеря.

 «Спустя два года после конфликта жители Таварги и другие вынужденные переселенцы всё ещё ждут, когда же будет восстановлена справедливость и эффективно возмещён вред, причинённый злоупотреблениями, от которых они пострадали. Многие продолжают сталкиваться с дискриминацией, живут в неприспособленных для этого лагерях без малейших перспектив», — сказала Хассиба Хадж Сахрауи, заместитель директора программы Amnesty International по Ближнему Востоку и Северной Африке.